# Lebedînka, Sovietskîi
Lebedînka (în ucraineană Лебединка) este un sat în comuna Krasnoflotske din raionul Sovietskîi, Republica Autonomă Crimeea, Ucraina.

## Demografie
Componența lingvistică a localității Lebedînka
     Rusă (73,49%)
     Tătară crimeeană (16,87%)
     Ucraineană (8,43%)
     Romani (1,2%)
Conform recensământului din 2001, majoritatea populației localității Lebedînka era vorbitoare de rusă (73,49%), existând în minoritate și vorbitori de tătară crimeeană (16,87%), ucraineană (8,43%) și romani (1,2%).